# Ємелін Сергій Олександрович
Сергій Олександрович Ємелін (рос. Сергей Александрович Емелин, нар. 16 червня 1995, Рузаєвка, Мордовія, Росія) — російський борець греко-римського стилю, чемпіон світу та Європи, бронзовий призер Олімпійських ігор.

## Спортивні результати на міжнародних змаганнях

### Виступи на Олімпіадах
| Змагання                    | Збірна                     | Вагова категорія                 | Місце  |
| --------------------------- | -------------------------- | -------------------------------- | ------ |
| Літні Олімпійські ігри 2020 | Олімпійський комітет Росії | греко-римська боротьба, до 60 кг | Бронза |

### Виступи на чемпіонатах світу
| Змагання                        | Збірна | Вагова категорія                 | Місце  |
| ------------------------------- | ------ | -------------------------------- | ------ |
| Чемпіонат світу з боротьби 2018 | Росія  | греко-римська боротьба, до 60 кг | Золото |
| Чемпіонат світу з боротьби 2019 | Росія  | греко-римська боротьба, до 60 кг | Срібло |

### Виступи на чемпіонатах Європи
| Змагання                         | Збірна | Вагова категорія                 | Місце  |
| -------------------------------- | ------ | -------------------------------- | ------ |
| Чемпіонат Європи з боротьби 2018 | Росія  | греко-римська боротьба, до 60 кг | Золото |
| Чемпіонат Європи з боротьби 2019 | Росія  | греко-римська боротьба, до 60 кг | Срібло |
| Чемпіонат Європи з боротьби 2021 | Росія  | греко-римська боротьба, до 60 кг | Золото |

### Виступи на Кубках світу
| Змагання                    | Збірна | Вагова категорія                 | Місце  |
| --------------------------- | ------ | -------------------------------- | ------ |
| Кубок світу з боротьби 2016 | Росія  | греко-римська боротьба, до 59 кг | Срібло |

### Виступи на інших змаганнях
| Змагання                                         | Збірна | Вагова категорія                 | Місце  |
| ------------------------------------------------ | ------ | -------------------------------- | ------ |
| Турнір Германа Каре 2014                         | Росія  | греко-римська боротьба, до 59 кг | Золото |
| Меморіал Олега Караваєва 2015                    | Росія  | греко-римська боротьба, до 59 кг | Золото |
| Турнір Івана Піддубного 2016                     | Росія  | греко-римська боротьба, до 59 кг | 7      |
| Кубок Алроси 2016                                | Росія  | команда                          | Золото |
| Меморіал Олега Караваєва 2016                    | Росія  | команда                          | Срібло |
| Клубний чемпіонат світу з боротьби 2016          | Росія  | команда                          | 6      |
| Турнір Івана Піддубного 2017                     | Росія  | греко-римська боротьба, до 59 кг | Бронза |
| Кубок Владислава Пітласинські 2017               | Росія  | греко-римська боротьба, до 59 кг | Срібло |
| Клубний чемпіонат світу з боротьби 2017          | Росія  | команда                          | 5      |
| Турнір Івана Піддубного 2018                     | Росія  | греко-римська боротьба, до 60 кг | Золото |
| Меморіал Кристьяна Палусалу 2018                 | Росія  | греко-римська боротьба, до 60 кг | Золото |
| Міжнародний турнір Любомира Івановича-Гедзи 2018 | Росія  | греко-римська боротьба, до 60 кг | Золото |
| Турнір Дана Колова — Николи Петрова 2019         | Росія  | греко-римська боротьба, до 60 кг | Золото |
| Всесвітні ігри військовослужбовців 2019          | Росія  | греко-римська боротьба, до 60 кг | Срібло |
| Кубок Алроси 2019                                | Росія  | команда                          | Золото |
| Кубок Алроси 2019                                | Росія  | Multiple Style Event, до G60 кг  | Золото |
| Кубок Росії з греко-римської боротьби 2020       | Росія  | греко-римська боротьба, до 60 кг | Срібло |
| Чемпіонат Росії з боротьби 2021                  | Росія  | греко-римська боротьба, до 60 кг | Золото |
| Турнір Вехбі Емре і Гаміта Каплана 2021          | Росія  | греко-римська боротьба, до 60 кг | 10     |

### Виступи на змаганнях молодших вікових груп
| Змагання                                       | Збірна | Вагова категорія                 | Місце  |
| ---------------------------------------------- | ------ | -------------------------------- | ------ |
| Чемпіонат світу з боротьби серед кадетів 2011  | Росія  | греко-римська боротьба, до 58 кг | 11     |
| Чемпіонат Європи з боротьби серед кадетів 2012 | Росія  | греко-римська боротьба, до 58 кг | 7      |
| Чемпіонат світу з боротьби серед юніорів 2014  | Росія  | греко-римська боротьба, до 60 кг | Бронза |
| Чемпіонат Європи з боротьби серед молоді 2016  | Росія  | греко-римська боротьба, до 59 кг | Золото |
| Чемпіонат світу з боротьби серед молоді 2017   | Росія  | греко-римська боротьба, до 59 кг | Срібло |